# Cirrus vertebratus

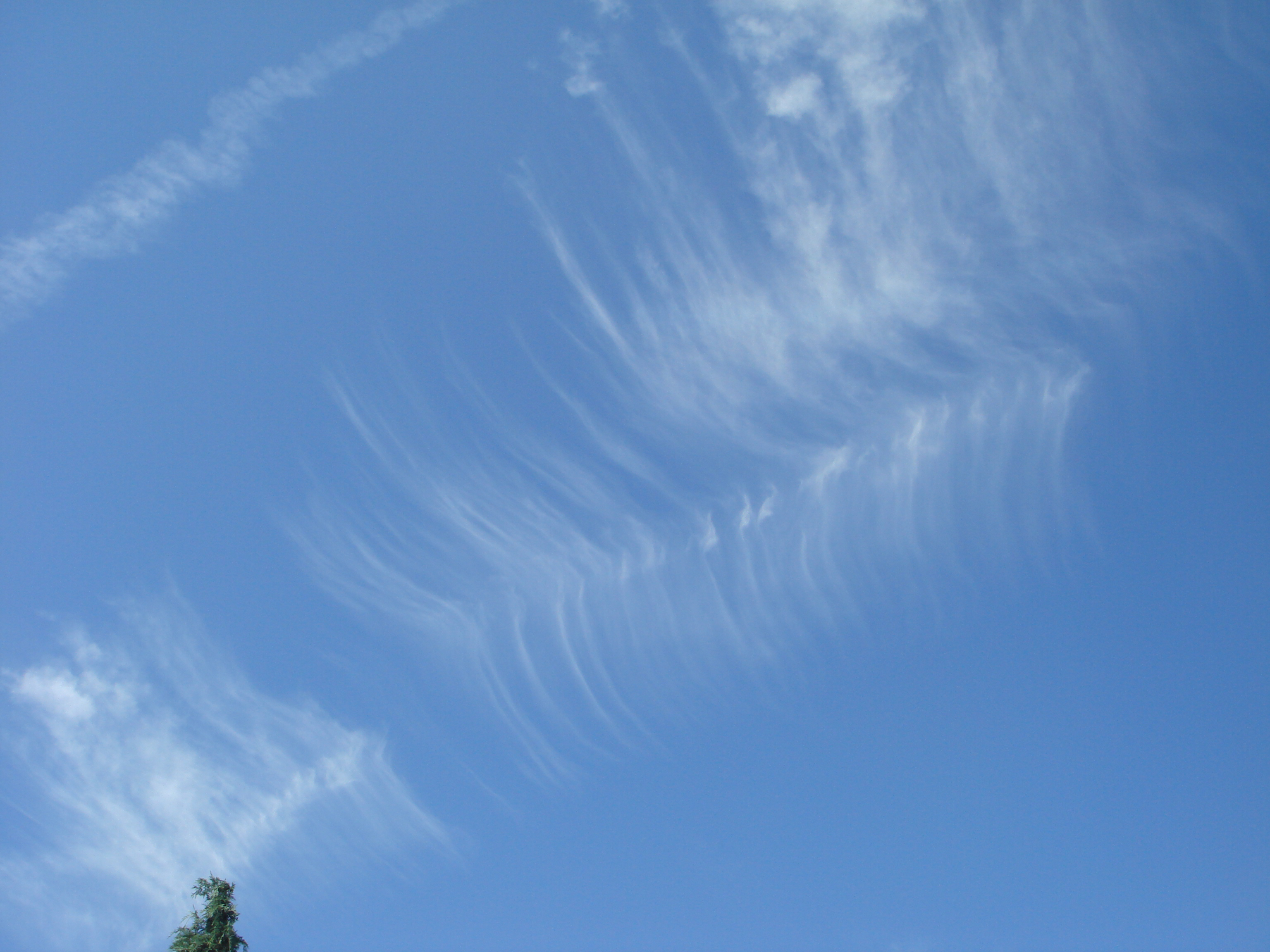
Cirrus Vertebratus

Cirrus vertebratus é um tipo de Cirrus. O nome vertebratus é derivado do Latim, e cujo significado é Vertebrado. Como nas nuvens Cirrus intortus, as do tipo vertebratus é exclusivo para os do gênero cirrus. As nuvens Cirrus vertebratus dá a impressão de vértebras da coluna, costelas ou esqueleto de um Peixe.
Este tipo de cirrus é uma forma incomum, e ela é formada pela corrente de ar que se move paralelamente á nuvem principal. As lacunas nas nuvens se formam devido a uma corrente de ar descendente, enquanto que as costelas ou vértebras se formam devido a correntes de ar ascendentes. Suas formações geralmente ocorrem nos rastros deixados pela passagem de um avião a jato.